# Rząd Giovanniego Gorii

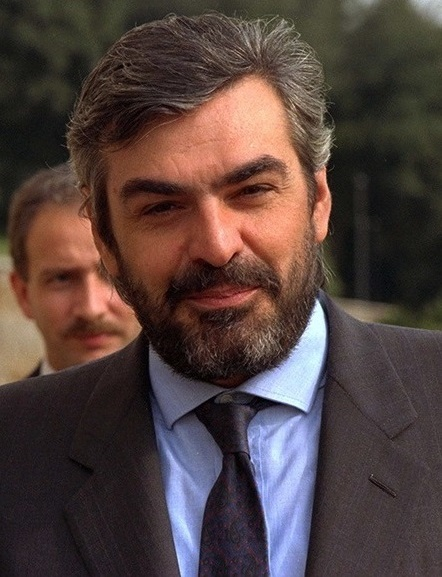
Giovanni Goria

Rząd Giovanniego Gorii – rząd Republiki Włoskiej funkcjonujący od 28 lipca 1987 do 13 kwietnia 1988.
Gabinet powstał po wyborach do Izby Deputowanych i Senatu X kadencji. Koalicję popierającą nowy rząd tworzyły Chrześcijańska Demokracja (DC), Włoska Partia Socjalistyczna (PSI), Włoska Partia Republikańska (PRI), Włoska Partia Socjaldemokratyczna (PSDI) oraz Włoska Partia Liberalna (PLI). W marcu 1988 premier podał się do dymisji po tym, jak socjaliści sprzeciwili się decyzji rządu o wznowieniu budowy elektrowni jądrowej w Montalto di Castro. Gabinet zakończył funkcjonowanie w następnym miesiącu, gdy powołany został rząd Ciriaca De Mity.

## Skład rządu
| Funkcja                                                                   | Minister               | Ugrupowanie |
| ------------------------------------------------------------------------- | ---------------------- | ----------- |
| Premier, minister bez teki do spraw sytuacji nadzwyczajnych w Mezzogiorno | Giovanni Goria         | DC          |
| Wicepremier, minister skarbu                                              | Giuliano Amato         | PSI         |
| Minister spraw zagranicznych                                              | Giulio Andreotti       | DC          |
| Minister spraw wewnętrznych                                               | Amintore Fanfani       | DC          |
| Minister sprawiedliwości                                                  | Giuliano Vassalli      | PSI         |
| Minister obrony                                                           | Valerio Zanone         | PLI         |
| Minister budżetu i planowania gospodarczego                               | Emilio Colombo         | DC          |
| Minister finansów                                                         | Antonio Gava           | DC          |
| Minister zasobów państwowych                                              | Luigi Granelli         | DC          |
| Minister rolnictwa i leśnictwa                                            | Filippo Maria Pandolfi | DC          |
| Minister robót publicznych                                                | Emilio De Rose         | PSDI        |
| Minister transportu                                                       | Calogero Mannino       | DC          |
| Minister marynarki handlowej                                              | Giovanni Prandini      | DC          |
| Minister przemysłu, handlu i rzemiosła                                    | Adolfo Battaglia       | PRI         |
| Minister handlu zagranicznego                                             | Renato Ruggiero        | PSI         |
| Minister poczty i telekomunikacji                                         | Oscar Mammì            | PRI         |
| Minister zdrowia                                                          | Carlo Donat-Cattin     | DC          |
| Minister pracy i ochrony socjalnej                                        | Rino Formica           | PSI         |
| Minister kultury                                                          | Carlo Vizzini          | PSDI        |
| Minister edukacji publicznej                                              | Giovanni Galloni       | DC          |
| Minister turystyki                                                        | Franco Carraro         | PSI         |
| Minister środowiska                                                       | Giorgio Ruffolo        | PSI         |
| Minister bez teki do spraw koordynowania obrony cywilnej                  | Remo Gaspari           | DC          |
| Minister bez teki do spraw kontaktów z parlamentem                        | Sergio Mattarella      | DC          |
| Minister bez teki do spraw obszarów miejskich                             | Carlo Tognoli          | PSI         |
| Minister bez teki do spraw koordynowania polityki wspólnotowej            | Antonio La Pergola     | PSI         |
| Minister bez teki do spraw badań naukowych i technologii                  | Antonio Ruberti        | PSI         |
| Minister bez teki do spraw regionalnych                                   | Aristide Gunnella      | PRI         |
| Minister bez teki do spraw służb publicznych                              | Giorgio Santuz         | DC          |
| Minister bez teki do spraw społecznych                                    | Rosa Russo Iervolino   | DC          |